# Ramularia geranii

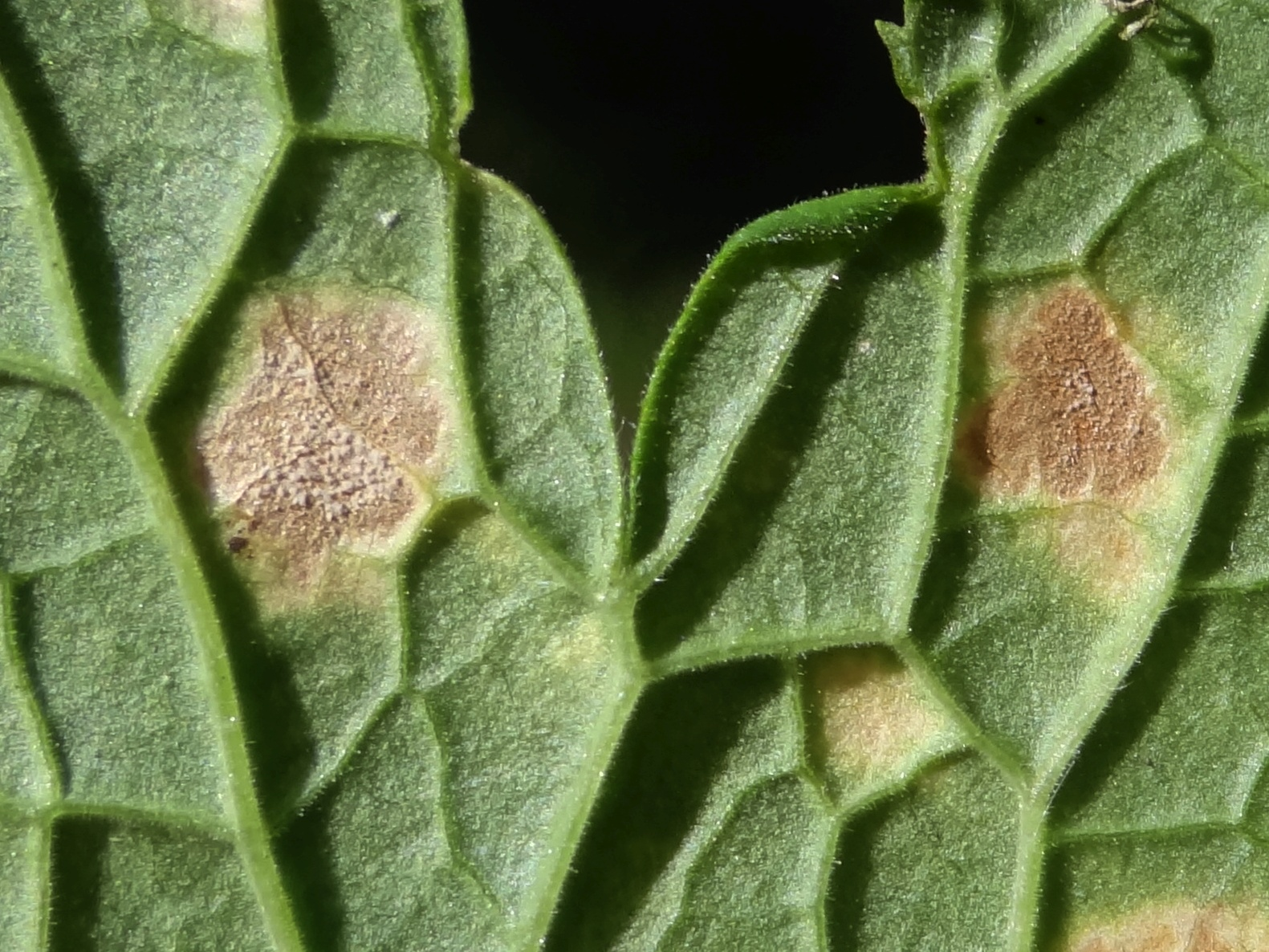
Plamy na dolnej stronie liścia w powiększeniu

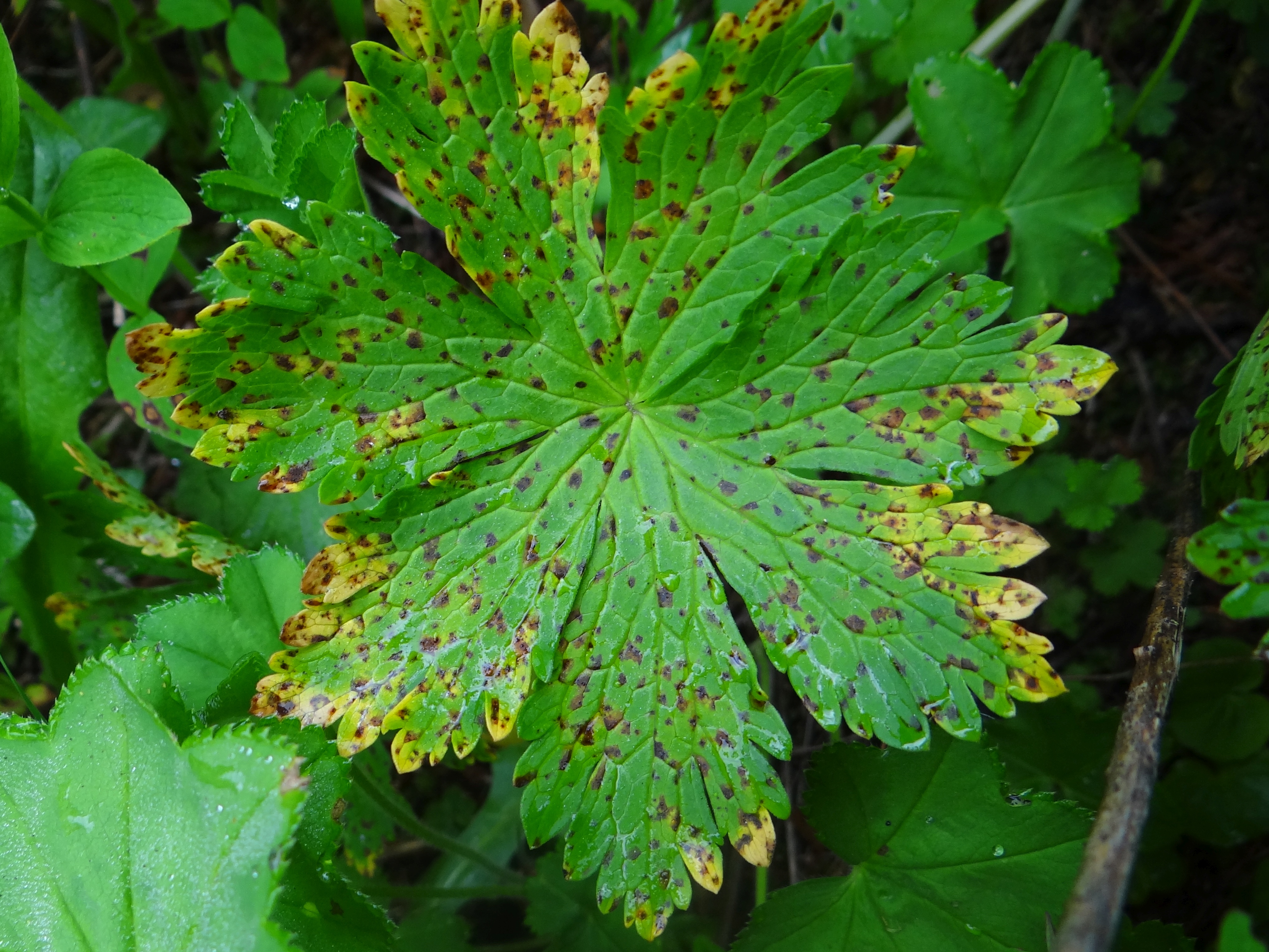

Ramularia geranii Fuckel – gatunek grzybów z klasy Dothideomycetes. Grzyb mikroskopijny pasożytujący na gatunkach roślin należących do rodzaju bodziszek (Geranium). Powoduje u nich plamistość liści.

## Systematyka i nazewnictwo
Pozycja w klasyfikacji według Index Fungorum: Ramularia, Mycosphaerellaceae, Capnodiales, Dothideomycetidae, Dothideomycetes, Pezizomycotina, Ascomycota, Fungi.
Synonimy:

- Cylindrosporium geranii (Westend.) J. Schröt. 1897
- Fusidium foliorum var. geranii (Westend.) Westend. 1852
- Fusidium geranii Westend. 1851
- Ramularia geranii (Westend.) Fuckel 1870 f. geranii
- Ramularia geranii f. macrophyllogena Ferraris 1910
- Ramularia geranii f. microphyllogena Ferraris 1910
- Ramularia geranii var. erodii Sacc. 1888
- Ramularia geranii (Westend.) Fuckel 1870 var. geranii
- Ramularia geranii var. geranii-phaei C. Massal. 1894
- Ramularia geranii-phaei (C. Massal.) Magnus 1905

## Morfologia
Objawy na liściuW miejscach rozwoju grzybni Ramularia geranii na liściach roślin tworzą się eliptyczne, mniej więcej okrągłe lub nieregularne plamy o rozmiarach 3–15 × 2–10 mm. Często ograniczone są nerwami liścia. Sąsiednie plamy zlewają się z sobą. Początkowo są zielonkawe, potem coraz ciemniejsze: żółtoochrowe, jasnobrązowe do brązowoczarnych. Wokół plam czasami brak aureoli, czasami jest ciemna aureola. Obszar wokół plam zwykle chlorotycznie żółty, czasami cały liść lub duża jego część jest odbarwiona, martwa. Na dolnej stronie liści można dostrzec nalot.
Cechy mikroskopoweGrzybnia rozwija się w tkance miękiszowej wewnątrz liści. Strzępki hialinowe, rozgałęzione, o szerokości 1–3,5 μm. Na dolnej stronie liści tworzy się nalot złożony z konidioforów i zarodników konidialnych, które w pęczkach wyrastają na zewnątrz liścia poprzez jego aparaty szparkowe. Są wyprostowane, prawie cylindryczne, hialinowe, gładkie, rzadko rozgałęzione, 1–3 komórkowe. Komórki o długości 5–60 μm i szerokości 2,5–5 μm. Blizny po oderwaniu się konidiów nieco ciemniejsze. Konidia elipsoidalne, cylindryczne lub podłużnie jajowate o wymiarach 11–40 × 2,3–4,6 μm. Powstają w łańcuszkach, czasami rozgałęzionych. Posiadają 0–3 przegrody, są hialinowe, prawie gładkie, mają zaokrąglone końce.

## Występowanie
Znane jest występowanie R. geranii w Europie i Ameryce Północnej. W Polsce jest bardzo pospolity, należy do najczęściej występujących gatunków Ramularia i jest jedynym gatunkiem tego rodzaju występującym na bodziszkach. W piśmiennictwie naukowym podano liczne jego stanowiska.
Grzyb pasożytniczy. W Polsce opisano jego występowanie na następujących gatunkach bodziszków: Geranium dissectum, Geranium molle, Geranium palustre, Geranium phaeum, Geranium pratense, Geranium pusillum, Geranium rotundifolium, Geranium pyrenaicum, Geranium dissectum, Geranium robertianum, Geranium sanguineum, Geranium sylvaticum.